# Miniland Mecklenburg-Vorpommern
Miniland Mecklenburg-Vorpommern (kort: miniland MV) er en miniaturepark og landskabspark i bydelen Göldenitz i Dummerstorf i Landkreis Rostock. På omkring 4½ hektar er der opsat mere end 45 detaljerede modeller af bygningsværker fra Mecklenburg-Vorpommern i størrelsesforholdet 1:25. Yderligere 14 modeller i størrelsesforholdet 1:50 er udstillet i et tidligere lager på området. Miniatureparken var en del af Bundesgartenschau 2009 i Schwerin.
Parken ejes og drives af Gemeinnützige AFW Arbeitsförderungs- und Fortbildungswerk i Rostock, der har stået for et modelbyggeværksted siden 1998 og parken siden 2002. De beskæftiger sig med tiltag for uddannelse og opdragelse og er desuden aktiv indenfor bygningsfredning, miljøbeskyttelse og landskabspleje.

## Modeller
Pr. juli 2012 var følgende modeller opsat i parken (oplister efter tilgrænsende byer):
- Anklam, Neubrandenburg og omegn: Anklamer Tor (Friedland), Kornspeicher am Wolgaster Hafen,  Schloss Rattey i Schönbeck
- Demmin og omegn: Schloss Kartlow, Sankt-Marien-Kirche (Loitz)
- Güstrow og omegn: Gravkapel og slot i Prebberede, Kalensches Tor i Malchin, Klosterkirche Dobbertin, Teterower Rathaus, Rundscheune i Jahmen, Schloss Güstrow
- Neustrelitz og omegn: Kürassierkaserne i Pasewalk, møller i Woldegk, Schloss Hohenzieritz, Schlosskirche Neustrelitz
- Rostock og omegn: Vejkirke i Kavelstorf, Herrenhaus Hohen Luckow med hestestald, Herrenhaus i Poppendorf, højhus i Langen Straße i Rostock, Leuchtturm Warnemünde, Steintor i Rostock, Teepott Warnemünde
- Rügen og omegn: Jagdschloss Granitz, Leuchtturm Kap Arkona, Schinkelturm (Kap Arkona), Schloss Spycker
- Schwerin og omegn: Bahnhof Hagenow Land, Landesfunkhaus i Schwerin, Landgestüt Redefin, mølle i Goldenbow, Parchimer Rathaus, Schloss Ludwigslust, Staatskanzlei Schwerin, Städtischer Wasserturm Hagenow
- Stralsund og omegn: Stubmølle i Ribnitz-Damgarten, Grimmer Rathaus, husene Lütten-Klein, Selmsdorf og Strassen fra Freilichtmuseum Klockenhagen, Mühlentor (Tribsees), Rathaus Stralsund, Rostocker Tor (Ribnitz-Damgarten), skomanufaktur i Ribnitz-Damgarten, Schloss Hohendorf, Schloss Schlemmin, Ziegelgrabenbrücke Stralsund
- Waren (Müritz) og omegn: Landsbykirke Ludorf, Scheune Bollewick, Schloss Klink, Schloss Ulrichshusen, vandtårn i Waren
- Wismar og omegn: Marienkirche (Wismar), Schloss Hasenwinkel, Herrenhaus Plüschow, St. Nikolai (Grevesmühlen)